# Aczelia
Aczelia, rod kukaca dvokrilaca (diptera) iz porodice Asilidae, opisao ga je Carrera, 1955. Sastoji se od tri vrste, od kojih sve tri rasprostranjene u Argentini.
Porodica Asilidae pripada podredu kratkoticalaca (Brachycera).

## Vrste
- Aczelia argentina (Wulp, 1882)
- Aczelia infumata (Lynch Arribalzaga, 1880)
- Aczelia tsacasi Papavero, 1971